# Myersglanis jayarami
Myersglanis jayarami es una especie de peces de la familia Sisoridae en el orden de los Siluriformes.

## Hábitat
Es un pez de agua dulce y de clima subtropical.

## Distribución geográfica
Se encuentran en Asia: la India.